# 2941 Alden
2941 Alden (1930 YV) là một tiểu hành tinh vành đai chính được phát hiện ngày 24 tháng 12 năm 1930 bởi Tombaugh, C. W. ở Đài thiên văn Lowell. Nó được đặt theo tên his son, Alden